# مقاطعة ماريون (إنديانا)
مقاطعة ماريون (Marion County) هي مقاطعة تقع في إنديانا، الولايات المتحدة الأمريكية. في عام 2000، بلغ عدد سكانها 860454 نسمة. حاضرة المقاطعة هي مدينة إنديانابوليس. مساحتها 1044 كم2 (403 ميل مربع)، 18 كم2 (7 ميل مربع) أو ما يعادل 1.68 % منها مياه. تأسست عام 1822، ولقبت بهذا الاسم نسبة إلى الجنرال فرانسيس ماريون.

## المقاطعات المحاذية
- مقاطعة هاملتن (شمال)
- مقاطعة ماديسن (شمال شرق)
- مقاطعة هانكوك (شرق)
- مقاطعة شيلبي (جنوب شرق)
- مقاطعة جونسن (جنوب)
- مقاطعة مورغان (جنوب غرب)
- مقاطعة هيندريكس (غرب)
- مقاطعة بون (شمال غرب)

## أعلام
- موريس إي. شيرر
- رالف جونز
- ماري إيلين أهيرن
- لانس لين